# Distrito Escolar Unificado de Placentia-Yorba Linda
El Distrito Escolar Unificado de Placentia-Yorba Linda (Placentia-Yorba Linda Unified School District, PYLUSD) es un distrito escolar de California. Tiene su sede en Placentia. El distrito gestiona escuelas en Placentia y Yorba Linda. El consejo escolar del distrito tiene un presidente, un vicepresidente, un secretario, dos miembros, y un estudiante.